# 加島潤 (歴史学者)
加島 潤（かじま じゅん、1976年 - ）は、日本の歴史学者、経済学者。専門は、中国経済史・東アジア経済史。慶應義塾大学経済学部教授。

## 人物・経歴
神奈川県横浜市生まれ。1999年埼玉大学教養学部卒業。2002年東京都立大学大学院人文科学研究科修士課程修了。2010年東京大学大学院人文社会系研究科博士課程単位取得退学。東京大学社会科学研究所現代中国研究拠点特任助教、横浜国立大学大学院国際社会科学研究院准教授、同教授を経て、慶應義塾大学経済学部教授。専門は中国経済史、東アジア経済史。

## 著書
- 『戦後から人民共和国初期にかけての上海電力産業の統合過程』富士ゼロックス小林節太郎記念基金 2006年
- 『中国セメント産業の発展 : 産業組織と構造変化』（田嶋俊雄, 朱蔭貴と共編著）御茶の水書房 2010年
- 『中華民国経済と台湾 : 1945-1949』（木越義則, 洪紹洋, 湊照宏と共著）東京大学社会科学研究所現代中国研究拠点 2012年
- 『中国計画経済期財政の研究 : 省・直轄市・自治区統計から』東京大学社会科学研究所現代中国研究拠点 2012年
- 『統計でみる中国近現代経済史』（久保亨, 木越義則と共著）東京大学出版会 2016年
- 『社会主義体制下の上海経済 : 計画経済と公有化のインパクト』東京大学出版会 2018年